# Головкина, Софья Александровна
Графиня Со́фья Алекса́ндровна Голо́вкина (урождённая Деми́дова; 23 мая 1766 — 12 октября 1831) — русская благотворительница, статс-дама, является представителем дворянского рода Демидовых, известных горнозаводчиков и землевладельцев. Кавалерственная дама ордена Святой Екатерины (1816).

## Биография
Дочь Александра Григорьевича Демидова (1737—1803) от его брака с Прасковьей Матвеевной Олсуфьевой (1730—1813); внучка Григория Акинфиевича Демидова и Матвея Дмитриевича Олсуфьева. Вместе со страшим братом своим Григорием получила домашнее воспитание. Детство и молодость провела в Петербурге или в родительской усадьбе Тайцы, где любил бывать будущий император Павел I.
Будучи дочерью богатых родителей, считалась завидной невестой. Так барон А. Н. Строганов хотел женить на ней своего племянника князя И. М. Долгоруков. Но, по словам князя, «20-летняя Демидова была девушка, ничего не значащая, здоровая и сдобная, в разговоре своем не имела ничего заманчивого, к тому же в одном глазу у неё было беспрестанное трясение, что называется живчик». Она так ему не понравилась, что никакое богатство не могло заставить его жениться вопреки выбору сердца.  
Через несколько лет Софья Демидова выбрала себе жениха сама, «умницу—меньшого», графа Петра Гавриловича Головкина (1768—1821) — камер-юнкера двора, затем — 23 мая 1795 года в Вознесенской церкви была с ним обвенчана, как указано в церковной книге, «отроком реформатского закона». Свидетелями при венчании были дядя невесты П. Г. Демидов и граф А. С. Строганов. Брак Головкиных был бездетным. 
Первые годы супруги жили в собственном доме на  Дворцовой наб., 30, а  с 1810-х годов в доме № 48 по Большой Морской улице. В 1821 году после смерти супруга дом унаследовала Софья Александровна, в следующем году продавшая его сенатору князю Ивану Алексеевичу Гагарину. Подобно брату графиня Головкина была известна благотворительностью и за свою деятельность 9 февраля 1816 года была удостоена ордена Святой Екатерины малого креста. Вместе с мужем занимала видное положение при дворе. Пётр Гаврилович имел чин обер-гофмейстера двора. В 1817 году Головкин полностью растратил своё состояние и навлёк на себя неудовольствие императора. Граф Фёдор Гаврилович 23 апреля писал:

Я получил из Петербурга очень странное известие. Вы знаете, как мой брат расстроил свои дела, как он навлек на себя немилость за то, что взял отпуск, как он запутался в этом ужасном водочном процессе, стоившем состояния стольким лицам. 7-го марта вечером он сидел со своей женой, оплакивая свои потерянные поместья, которые были назначены в продажу с публичных торгов на другой день, как вдруг отворяется дверь, и курьер приносит ему, от имени государя необходимую для его спасения сумму. Это — заем, но бессрочный и беспроцентный. Вот — чудо, с какой стороны ни смотреть на это происшествие, и милость весьма солидная. Обер-камергер Нарышкин, профессор в придворных делах, объяснил мне это чудо. Дело в том, что приближается день свадьбы и что некому на ней предводительствовать; самое подходящее лицо для этого — мой брат, но полагают не без основания, что он обижен за то, что его не назначили по смерти Толстого обер-гофмаршалом, и вот хотят его поставить в такое положение, чтобы он не мог отказаться от обязанностей, в которых он достиг совершенства. А после свадьбы его назначат на эту высокую должность, принадлежащую ему по старшинству! Да благословит Господь государя и его слуг!
Но и после бракосочетания 1 (13) июля 1817 года великого князя Николая Павловича и принцессы Шарлотты Прусской Пётр Гаврилович желанного звания не получил, брат писал 2 сентября: «Я не знаю, что делает мой брат. Его обошли при назначении на место обер-гофмаршала к великому скандалу всей России…». Скончалась 12 октября 1831 года и была похоронена на Лазаревском кладбище Александро-Невской Лавры. После её смерти имения графини в Тульской и Новгородской губерниях были унаследованы племянниками Александром, Петром и Павлом.